# Johann Josef Demmel
Johannes Josef Demmel (auch Hans-Josef Demmel; * 5. September 1890 in Regensburg; † 30. November 1972 in Bonn) war der sechste Bischof der Alt-Katholischen Kirche in Deutschland.

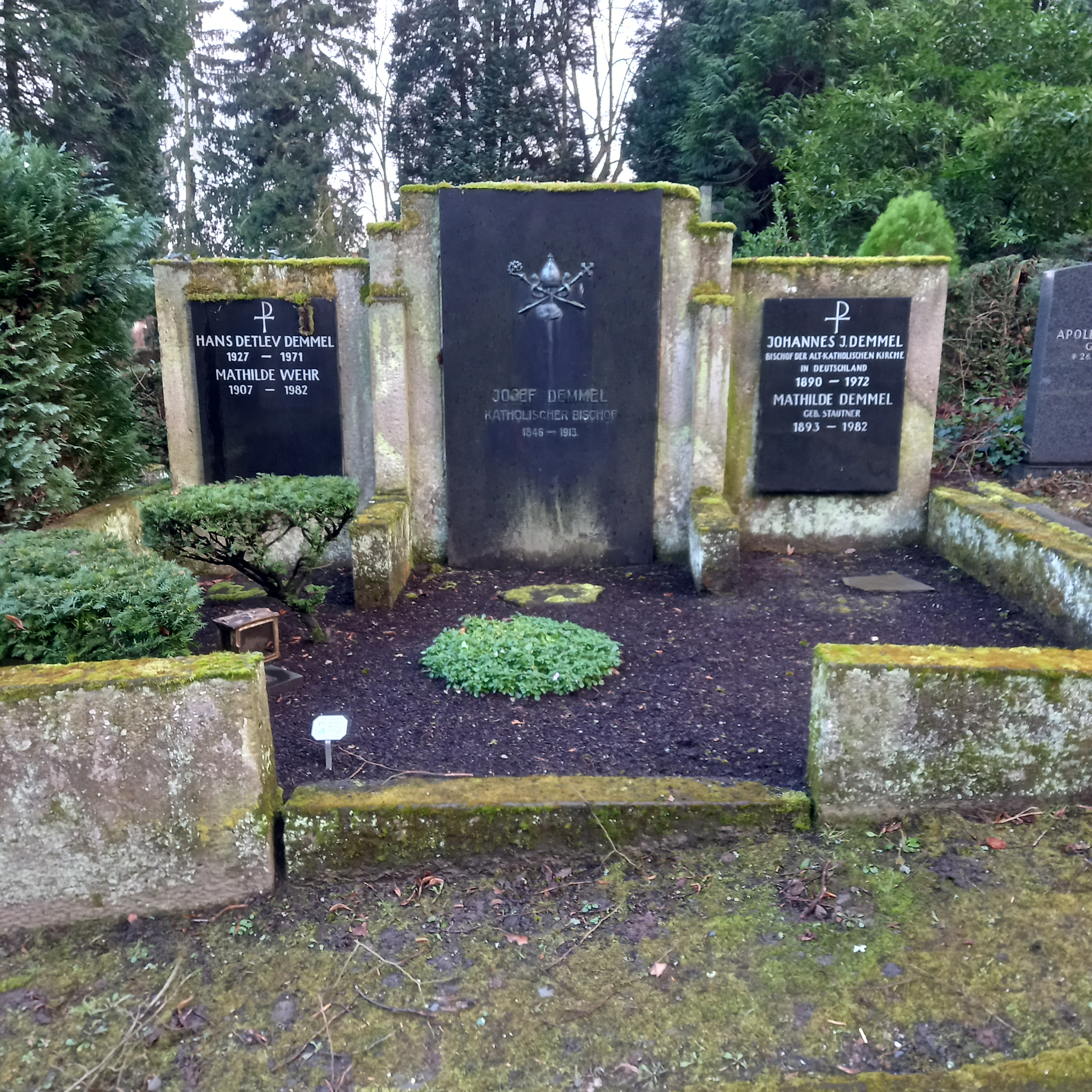
Das Grab von Johann Josef Demmel und seiner Ehefrau Mathilde („Tilly“) geborene Stautner auf dem Kessenicher Bergfriedhof in Bonn

## Leben
Der Sohn des Münchner Kaufmanns Anton Demmel absolvierte 1911 das Abitur am Maximiliansgymnasium München, in das er 1904 eingetreten war. Danach studierte er altkatholische Theologie in Bonn. Am 26. September 1915 empfing er die Priesterweihe. In den Folgejahren war er Vikar in Offenbach am Main und Pfarrverweser der Gemeinde Hessloch. Während des Ersten Weltkriegs leistete Demmel seinen Militärdienst. Ab 1919 war er Pfarrer in Furtwangen, danach ab 1921 Pfarrer in Köln und ab 1942 Pfarrer und Dekan in München.
Am 7. August 1951 wurde er mit 86 von 145 Stimmen zum Bischofskoadjutor gewählt. Seine Bischofsweihe fand in Essen statt. Er wurde 1953 Bischof der Altkatholischen Kirche in Deutschland. 1955 wurde er mit dem Großen Verdienstkreuz der Bundesrepublik Deutschland geehrt. 1966 ging er in den Ruhestand.
Johann Josef Demmel war mit Tily Demmel verheiratet.

## Schriften
- Schuld und Sühne. Das Sakrament der Buße. Bischöfliche Kanzlei, Bonn 1957.
- Was ist alt-katholisch? Bistums-Verlag, Bonn. 4. Auflage 1958.